# Antonín Theodor Colloredo-Waldsee
Antonín Theodor di Colloredo-Waldsee (Vienna, 29 giugno 1729 – Kroměříž, 12 settembre 1811) è stato un cardinale e arcivescovo cattolico austriaco.

## Biografia

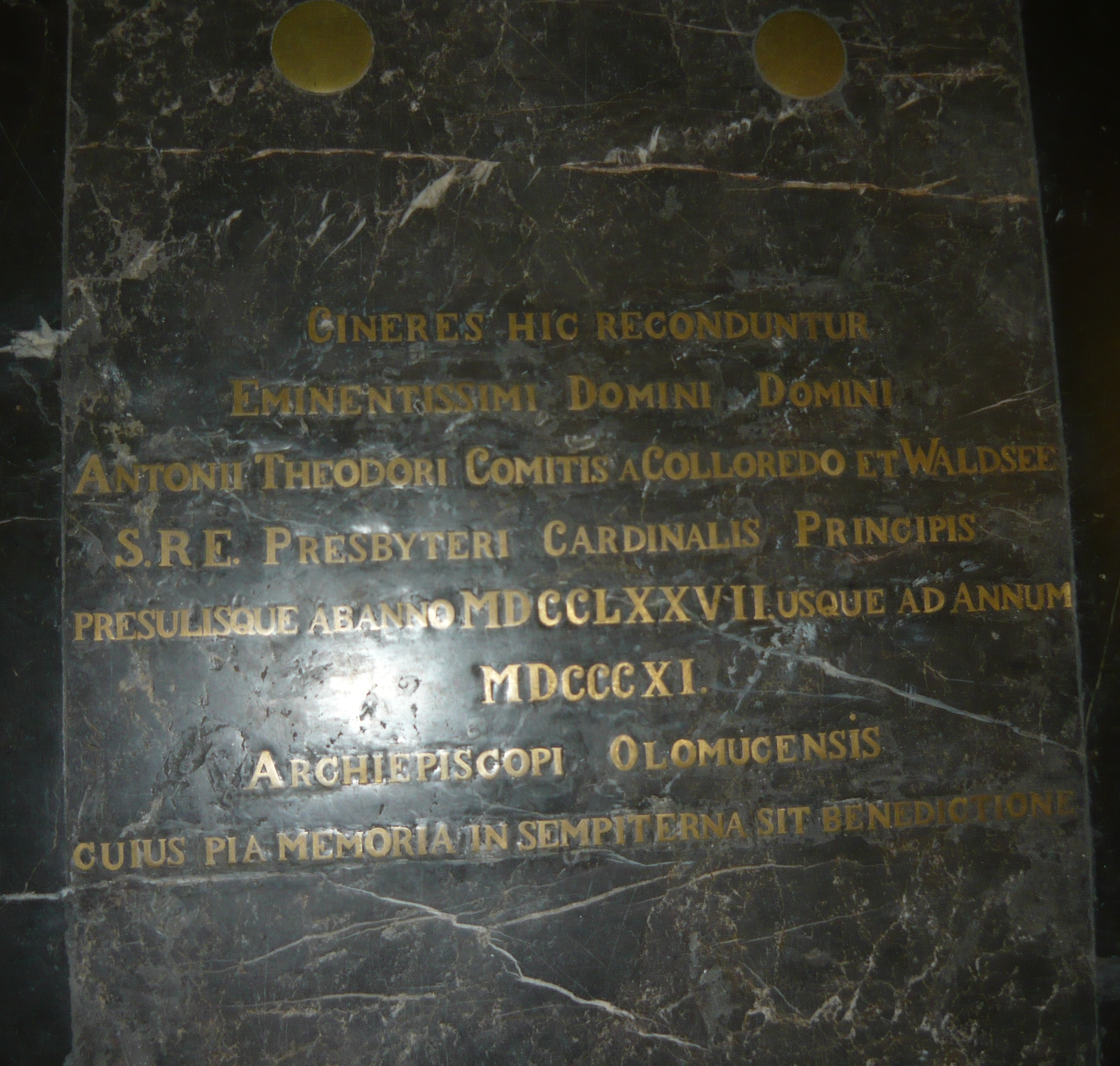
La tomba del cardinale Colloredo nella cappella di famiglia

Antonio Teodoro di Colloredo nacque nel 1729 a Vienna, figlio del conte Carlo Ludovico e di sua moglie, la principessa Eleonora Gonzaga (1699-1779), figlia di Ottavio II Gonzaga dei Gonzaga di Vescovato.
Destinato alla carriera ecclesiastica e diplomatica, studiò a Roma, al Collegio Nazareno, ed in seguito sì laureò in diritto canonico e civile all'università di Padova divenendo Dottore in utroque iure, e presi i voti, divenne canonico di Olmütz, in Moravia. Nel 1777 divenne Vescovo Principe di Olmütz e principe dell'Impero; l'anno successivo Pio VI elevò la capitale morava ad arcidiocesi, e Antonio Teodoro venne elevato di conseguenza al rango di arcivescovo, venendo consacrato dal cugino Hieronymus von Colloredo Mels und Wallsee, principe-arcivescovo di Salisburgo e primate di Germania. I due Colloredo erano tanto diversi fisicamente quanto caratterialmente: l'austriaco magro, illuminista, dal carattere aspro che mascherava la propria insicurezza, mentre l'italiano conservatore, di carattere giocoso e paziente (degno delle sue origini mantovane).
Nel 1803 papa Pio VII, nel concistoro tenuto a Venezia il 7 gennaio, lo creò cardinale su istanza dell'imperatore Francesco II. Antonio Teodoro morì nel 1811, quando ormai il suo principato era stato annesso all'Impero austriaco, dopo che Antonio Teodoro aveva abdicato a favore di Francesco d'Asburgo, in anni terribili, che videro l'Arcivescovado di Olmütz percorso dagli eserciti austriaco, russo e francese, e che videro trionfare il genio napoleonico ad Austerlitz, nel territorio del Principato, il 2 dicembre del 1805.
Antonio Teodoro, per coincidenza, fu Arcivescovo Principe proprio mentre suo cugino Hieronymus, del ramo di Vicardo, lo era di Salisburgo. Ma a, differenza del cugino italiano, Hieronymus, probabilmente per la posizione apertamente illuministica assunta sin dal principio del regno, e per la non mascherata adesione alla Massoneria, non ricevette mai la berretta cardinalizia. Venne sepolto nella Collegiata di St. Moritz a Kremsier (Kroměříž)

## Genealogia episcopale e successione apostolica
La genealogia episcopale è:
- Cardinale Scipione Rebiba
- Cardinale Giulio Antonio Santori
- Cardinale Girolamo Bernerio, O.P.
- Arcivescovo Galeazzo Sanvitale
- Cardinale Ludovico Ludovisi
- Cardinale Luigi Caetani
- Cardinale Ulderico Carpegna
- Cardinale Paluzzo Paluzzi Altieri degli Albertoni
- Papa Benedetto XIII
- Papa Benedetto XIV
- Vescovo Joseph Maria von Thun und Hohenstein
- Arcivescovo Sigismund III von Schrattenbach
- Arcivescovo Hieronymus von Colloredo
- Cardinale Antonín Theodor Colloredo-Waldsee

La successione apostolica è:
- Cardinale Maria-Thaddeus von Trauttmansdorf Wiensberg (1795)
- Arcivescovo Alois Jozef Krakovský z Kolovrat (1801)